# Tenoblast

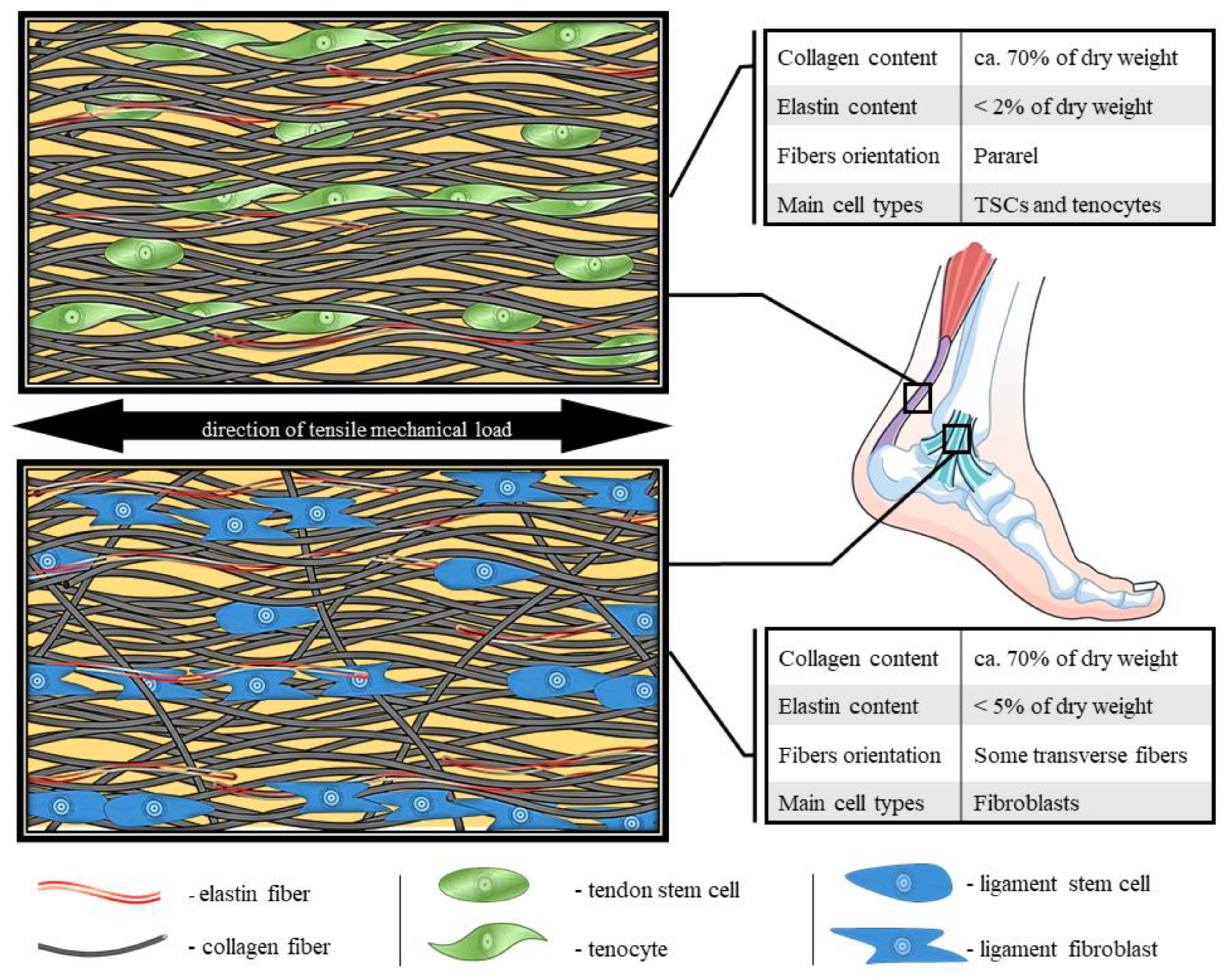
Vergelijking van de moleculaire structuur, vezelorganisatie en samenstelling van pees en ligament. tendon stem cell: tenoblast, tenocyte: peescel

Een tenoblast of tendonstamcel is een voorlopercel cel die in een pees voorkomt. De cel ontstaat tijdens de embryogenese uit een mesenchymatische stamcel. Een tenoblast vormt op zijn beurt een peescel. Een tenoblast is beweeglijk en zeer proliferatief en is dominant in jonge pezen.
Het bindweefsel van de pees omvat matrixcomponenten (d.w.z. collageen, extracellulaire matrix-eiwitten, de interfasciculaire matrix (endotenon) en kleine leucinerijke proteoglycanen), tenoblasten en voornamelijk peescellen. Peescellen en tenoblasten, die ongeveer 90-95% van de peescelpopulatie in volwassen pezen vertegenwoordigen, kunnen voornamelijk worden onderscheiden op basis van hun verschillende vormen. Tenoblasten hebben ongeveer ronde cellen met eivormige celkernen en peescellen hebben doorgaans langwerpige, spoelvormige cellen.
|  |  |